# Stacey Cook
Stacey Cook (Truckee, 3 juli 1984) is een Amerikaanse alpineskiester.

## Biografie
Stacey begon te skiën op 4-jarige leeftijd. Op 30 januari 2004 maakte ze haar debuut in de wereldbeker alpineskiën: op de afdaling in Haus im Ennstal eindigde ze 41e.
Ze nam driemaal deel aan de Olympische Winterspelen. In 2010 eindigde ze elfde op de Olympische afdaling, in 2014 kwam ze niet verder dan een 17e plaats.

## Resultaten

### Titels
- Amerikaans kampioene super G - 2006, 2008
- Amerikaans kampioene afdaling - 2008

### Wereldkampioenschappen
| Jaar | Plaats                 | Resultaten                                  |
| ---- | ---------------------- | ------------------------------------------- |
| 2007 | Åre                    | 16e Afdaling                                |
| 2009 | Val d'Isère            | 9e Afdaling 16e Supercombinatie 22e Super G |
| 2011 | Garmisch-Partenkirchen | 25e Afdaling DNF1 Super G                   |
| 2013 | Schladming             | 6e Afdaling 18e Supercombinatie             |
| 2015 | Vail/Beaver Creek      | 13e Super G 19e Afdaling                    |
| 2017 | Sankt Moritz           | 22e Combinatie                              |

### Olympische Spelen
| Jaar | Plaats    | Resultaten                                     |
| ---- | --------- | ---------------------------------------------- |
| 2006 | Turijn    | 19e Afdaling 23e Reuzenslalom                  |
| 2010 | Vancouver | 11e Afdaling                                   |
| 2014 | Sotsji    | 17e Afdaling DNF1 Supercombinatie DNF1 Super G |

### Wereldbeker

#### Eindklasseringen
| Seizoen   | Algm | AD  | RS  | SG  | SC  |
| --------- | ---- | --- | --- | --- | --- |
| 2005/2006 | 54e  | 25e | 41e | 51e | -   |
| 2006/2007 | 38e  | 21e | -   | 29e | 24e |
| 2007/2008 | 48e  | 39e | 54e | 21e | 23e |
| 2008/2009 | 110e | 43e | -   | -   | 42e |
| 2009/2010 | 56e  | 17e | -   | 49e | 39e |
| 2010/2011 | 43e  | 19e | -   | 32e | 32e |
| 2011/2012 | 41e  | 10e | -   | 41e | -   |
| 2012/2013 | 31e  | 4e  | -   | 34e | -   |
| 2013/2014 | 28e  | 18e | -   | 15e | -   |
| 2014/2015 | 34e  | 14e | -   | 29e | -   |
| 2015/2016 | 37e  | 15e | -   | 26e | 40e |
| 2016/2017 | 46e  | 13e | -   | 57e | 45e |
| 2017/2018 | 62e  | 21e | -   | -   | -   |